# Мусина, Лилия Сакеновна
Лилия Сакеновна Мусина (род. 31 июля 1956, Павлодар, Казахская ССР) — казахстанский политический и государственный деятель, кандидат экономических наук (1991), профессор. Заслуженный деятель Казахстана.

## Биография
Родилась 31 июля 1956 года в городе Павлодар. Происходит из рода уак.
В 1978 году окончила экономический факультет Московского экономико-статистического института по специальности «экономист».
В 1991 году окончила аспирантуру Российской Академии Государственной Службы при Президенте Российской Федерации.
В 1991 году защитил учёное звание кандидата экономических наук, тема диссертации: «Формирование системы кадрового обеспечения предприятий управленческим персоналом в условиях перехода к рыночной экономике».
В 1999 году окончила юридический факультет Казахского национального педагогического университета им. Абая по специальности «юрист».

## Трудовая деятельность
С 1978 по 1980 годы — Экономист Павлодарского облфинуправления.
С 1980 по 1982 годы — Старший экономист отдела Казахского филиала НИИ труда.
С 1982 по 1988 годы — Главный специалист, заместитель начальника отдела облисполкома, инструктор обкома КПК.
С 1991 по 1993 годы — Начальник отдела Павлодарского областного управления экономики.
С 1993 по 1995 годы — Вице-президент АО «Завод Октябрь».
С 1995 по 1997 годы — Заместитель начальника Павлодарского областного управления экономики.
С май 1999 по август 1999 годы — Заместитель заведующего отделом социально-экономического анализа Администрации Президента Республики Казахстан.
С август 1999 по июнь 2008 годы — Вице-министр сельского хозяйства Республики Казахстан.
С февраль 2007 года — Управляющий директор, Заместитель председателя правления АО "Национальный холдинг «КазАгро».

## Прочие должности
- Член совета директоров АО «Инвестиционный фонд Казахстана» (2003—2006).
- Председатель совета директоров АО «Казагромаркетинг» (с январь 2005 года).
- Член совета директоров АО "НК «Продовольственная контрактная корпорация» (2007—2010)[4].
- Член совета директоров корпорации АО "Национальный холдинг «КазАгро».

## Выборные должности, депутатство
С февраль 1997 по апрель 1999 годы — Депутат Сената Парламента Республики Казахстан первого созыва от Павлодарской области (до выборы), член Комитета по вопросам регионального развития и местному самоуправлению.

## Награды и звания
- Указом Президента Республики Казахстан награждена почётным званием «Қазақстанның еңбек сіңірген қайраткері»
- 1998 — Медаль «Астана»
- 2001 — Медаль «10 лет независимости Республики Казахстан»
- 2003 — Орден Курмет[5]
- 2004 — Медаль «50 лет Целине»
- 2005 — Медаль «10 лет Конституции Республики Казахстан»
- 2006 — Медаль «10 лет Парламенту Республики Казахстан»
- 2008 — Медаль «10 лет Астане»
- 2011 — Медаль «20 лет независимости Республики Казахстан» и др.